# Linea 16 (metropolitana di Parigi)
La linea 16 (in francese ligne 16) è una linea della metropolitana di Parigi, attualmente in costruzione, che servirà i sobborghi nord-orientali della città di Parigi, nel dipartimento di Senna-Saint-Denis. Realizzata come parte del Grand Paris Express, sarà aperta in due fasi tra il 2026 e il 2028.

## Storia
Il 6 marzo 2013 il primo ministro Jean-Marc Ayrault presentò pubblicamente la nuova versione del Grand Paris Express, nella quale comparve per la prima volta la linea 16, che andava a sostituire parte della linea rossa presente nella precedente versione del progetto risalente al 2011. Il 9 febbraio 2015 l'Autorità ambientale (Ae) diede parere favorevole unanime al progetto e il 28 dicembre 2015 la costruzione della linea venne dichiarata di pubblica utilità.
Nel marzo 2016 iniziarono i lavori preparatori con lo spostamento dei sottoservizi. I lavori di costruzione della linea furono avviati ufficialmente nel luglio 2018. Il completamento della tratta tra Saint-Denis-Pleyel e Clichy-Montfermeil è previsto per il secondo semestre del 2026, mentre quello della tratta da Clichy-Montfermeil a Noisy-Champs per il 2028.